# Enquête sur un scandale d'État
Pour plus de détails, voir Fiche technique et Distribution.
Enquête sur un scandale d'État est un film français réalisé par Thierry de Peretti et sorti en 2021. Le scénario est inspiré par le livre L'Infiltré d'Hubert Avoine et Emmanuel Fansten lui-même basé sur l'affaire François Thierry,.

## Synopsis
En octobre 2015, la  douane saisit plusieurs tonnes de cannabis à Paris. Hubert Antoine, ancien agent infiltré de la brigade des stupéfiants, 
contacte tout de suite
Stéphane Vilner, jeune journaliste de Libération. Il lui révèle avoir des preuves impliquant Jacques Billard, un homme haut placé de la police française. Le journaliste est initialement méfiant avant de finalement se plonger dans une enquête qui va le mener dans les coulisses de la République.

## Fiche technique
- Titre original : Enquête sur un scandale d'État
- Réalisation : Thierry de Peretti
- Scénario : Thierry de Peretti et Jeanne Aptekman, d'après L'Infiltré d'Hubert Avoine et Emmanuel Fansten[3]
- Photographie : Claire Mathon
- Costumes : Rachèle Raoult
- Décors : Thomas Baquéni et Marion Pagès Gonzalo
- Son : Philippe Welsh, Martin Boissau, Sylvain Malbrant, Raphaël Mouterde et Stéphane Thiébaut
- Montage : Marion Monnier et Lila Desiles
- Production : Les Films Velvet
- SOFICA : Cinémage 14, Indéfilms 8
- Distribution : Pyramide
- Budget : 4,5 millions d'euros
- Pays de production :  France
- Langue originale : français
- Format : couleur — 1,33:1
- Genre : thriller, policier
- Durée : 123 minutes
- Dates de sortie : 
  - France : 13 octobre 2021 (Festival international du film indépendant de Bordeaux)[4]
  - France : 9 février 2022 (sortie nationale)[5]

## Distribution
- Roschdy Zem : Hubert Antoine
- Pio Marmaï : Stéphane Vilner
- Vincent Lindon : Jacques Billard
- Julie Moulier : Julie Mondoloni
- Alexis Manenti : Alexis Novinard
- Mylène Jampanoï : Mylène Antoine
- Lucie Gallo : Lucie Grimaldi
- Valeria Bruni Tedeschi : la procureure de la République
- Marilyne Canto : la juge au procès en diffamation
- Bruno Raffaelli : l'avocat de Jacques Billard
- Valérie Dashwood, Serge Dupuy, Lara Guirao, Nicolas Moreau, Dorothée Sebbagh et Grégoire Tachnakian : membres de l'équipe de rédaction de Libération
- Sofian Khammes : le réalisateur équipe TV

## Production
Selon Jacky Bornet de France Télévision « En choisissant le format 1.33, dit "carré", Thierry de Peretti se réfère à une image de reportage. La prépondérance des plans séquences va aussi dans ce sens, avec une caméra aux mouvements fluides »

## Accueil

### Box-office
Pour son premier jour d'exploitation en France, le film se classe 4e du classement avec 18 036 entrées, dont 6 347 en avant-première, pour 194 copies. Il se place juste derrière Moonfall (25 074) et devant Marry Me (7 002 entrées). Au bout d'une semaine d'exploitation, le long-métrage se place à la 7e place du box-office français avec 101 542 entrées, devant Tous en scène 2 (100 714) et derrière Spider-Man: No Way Home (135 634).
| Pays ou région | Box-office      | Date d'arrêt du box-office | Nombre de semaines |
| -------------- | --------------- | -------------------------- | ------------------ |
| France         | 223 904 entrées | 19 avril 2022              | 10                 |
| Total mondial  | 1 601 934 $     | -                          | -                  |

### Critiques
En France, le site Allociné recense une moyenne des critiques presse de 4,1/5 pour 29 critiques. Pour les spectateurs et spectatrices, la moyenne atteint les 2,8/5 pour 564 notes et 120 critiques.
Les critiques presse sont très positives. « Passionnant » et « captivant » sont les deux qualificatifs qui ressortent le plus souvent. Les acteurs, leur présence et leur interprétation sont également salués. Parmi les critiques négatives, Le Journal du dimanche évoque un rythme incertain et Critikat un rythme étrangement atone.
Selon Jacky Bornet  de France Télévision « Entre fiction et documentaire, "Enquête sur un scandale d'État" interroge sur les dérives de la lutte anti-drogue en France ». « de Peretti filme un thriller réaliste fiévreux, instillant une confusion qui réclame toute l’attention du spectateur ». 
« L’infiltré dit-il la vérité ? Va-t-il aller jusqu’au bout de ses allégations ? Le journaliste ne cherche-t-il pas à entretenir l'attention de son lectorat ? Le chef des stups ne remplit-il pas ses fonctions en créant un trafic pour mieux le dépister ? ».

## Distinctions

### Nominations
- César 2023 : César de la meilleure adaptation